# Henry Augustus Rawes
Henry Augustus Rawes (Easington, 11 dicembre 1826 – Brighton, 24 aprile 1885) è stato uno scrittore e predicatore britannico cristiano.
Formatosi al Trinity College di Cambridge, nel 1853 aderì alla Chiesa Anglicana.
Fra i membri degli Oblati di san Carlo, nel 1856 si converte al cattolicesimo e l'anno seguente viene ordinato sacerdote. Dal 1800 fino alla morte è Superiore di questa congregazione.

Tradusse dal latino in inglese varie opere di Tommaso D'Aquino tra le quali gli scritti inerenti al Santissimo Sacramento (De venerabili sacramento altaris), ed al commento del Padre Nostro.
Fu anche autore di libri devozionali, sermoni e preghiere, e numerosi inni, noti per la loro qualità stilistica.Oblato di S. Carlo, scrittore di inni e predicatore, n. a Easington vicino a Durham, in Inghilterra, l'11 dicembre 1826; d. a Brighton, 24 aprile 1885. Educato al liceo, Houghton-le-Spring, dove suo padre era preside, e al Trinity College, Cambridge, dove ha proseguito BA. nel 1849 e nel MA 1852, Rawes entrò nel ministero anglicano e, dopo aver tenuto curazie a St. Botolph's, Aldgate, e St. Bartholomew's, Moor Lane, divenne direttore della House of Charity, Soho, 1854. Nel 1856 fu ricevuto nel Chiesa cattolica a Edimburgo di p. Ignatius Grant, SJ, e il lunedì di Pentecoste, 1857, divenne uno dei membri originali della Congregazione inglese degli Oblati di San Carlo, fondata a St. Mary of the Angels, Bayswater. Ordinato sacerdote nel novembre 1857, p. Rawes si fece carico del quartiere povero delle Potteries, Notting Hill, dove costruì la Chiesa di San Francesco d'Assisi. Come testimonia il cardinale Wiseman, "questo è stato costruito interamente a spese di padre Rawes, un oblato, che vi ha speso tutta la sua fortuna" (Lettera al cardinale Barnabó nel 1860; cfr. W. Ward, "Life and Times del cardinale Wiseman", II, 354). Dopo aver agito come prefetto degli studi al St. Charles's College, Bayswater, per alcuni anni, e aver svolto un buon lavoro con i suoi sermoni e scritti devozionali, p. Rawes è stato creato D.D. da Pio IX su istanza del cardinale Manning. A Pentecoste, 1880, divenne Superiore della Congregazione degli Oblati e, rieletto nel 1882 e nel 1884, continuò a ricoprire questa carica fino alla sua morte.
I suoi sermoni e scritti devozionali sono fortemente segnati da un filo di misticismo che era già presente nella sua prima predicazione anglicana. "Homeward: a Tale of Redemption" (3ª ed., 1873) è un'allegoria in qualche modo sulla vena di Bunyan, sebbene illuminata dalla luce della teologia cattolica. "Il discepolo prediletto" (1872) si ispira alla devozione di cui l'autore diede prova pratica alcuni anni dopo fondando una confraternita in onore dell'evangelista. Allo stesso modo, la sua profonda devozione personale allo Spirito Santo trovò espressione non solo nei suoi scritti, ma nella fondazione della Società dei Servi dello Spirito Santo, che fu poi costituita in Arciconfraternita da Leone XIII. Tra le altre opere devozionali minori ci sono: "Sursum; or, Sparks Flying Upward" (1864); "Septem; or, Seven Ways of Hearing Mass" (7ª ed., 1869), e alcune devozioni originali per la Via Crucis, pubblicate nel 1877 con disegni di H.N.J. Lago ovest. I suoi inni, oggi troppo poco conosciuti, sono notevoli per bellezza poetica e profonda devozione religiosa. Alcuni di loro sono apparsi separatamente, ma il suo lavoro migliore è conservato in "Foregleams of the Desired" (3ª ed., 1881). Ricevuto nella Chiesa, aveva pubblicato "La pecora smarrita e altre poesie". Oltre ai suoi scritti originali, p. Rawes tradusse l'Enciclica di Leone XIII sulla filosofia cattolica ei trattati di San Tommaso d'Aquino sul Santissimo Sacramento e sul Padre Nostro. Il suo volume di sermoni, "Dio nelle sue opere" (1872), mostra che il suo misticismo poetico era compatibile con un vivo interesse per i metodi scientifici moderni. E si può osservare che allo stesso modo il suo conservatorismo ultramontano in materia di teologia e critica biblica non ha ostacolato le sue calde simpatie per il liberalismo politico. Eppure i suoi discorsi dotti e le sue ambiziose fantasie poetiche erano una curiosa controparte dei suoi modi pittoreschi e della schietta e familiare semplicità del suo linguaggio. Allo stesso tempo, lo spirito tenero che parla in alcuni dei suoi inni e preghiere ci dà la vera conoscenza della sua natura gentile.